# Liste der Stolpersteine in Parchim

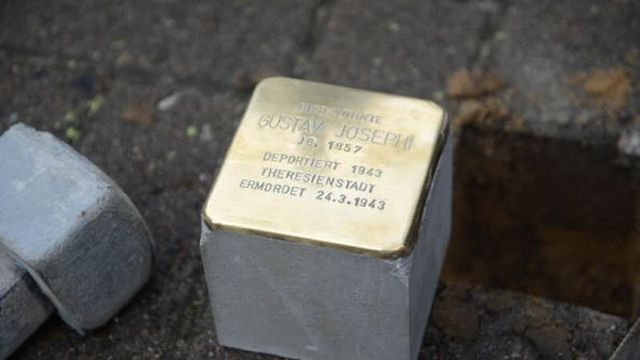
Stolpersteinverlegung in Parchim

Die Liste der Stolpersteine in Parchim enthält alle Stolpersteine, die im Rahmen des gleichnamigen Projekts von Gunter Demnig in Parchim verlegt wurden. Mit ihnen soll Opfern des Nationalsozialismus gedacht werden, die in Parchim lebten und wirkten. Seit dem Jahr 2006 gab es vier Verlegetermine, bei denen insgesamt 14 Stolpersteine verlegt wurden.

## Verlegte Stolpersteine
| Bild                                    | Person, Inschrift | Adresse             | Verlegedatum  | Anmerkung |
| --------------------------------------- | --- | ------------------- | ------------- | --- |
| Stolperstein Parchim Wolff Gottfried    | Hier wohnte Gottfried Wolff Jg. 1870 Flucht in den Tod vor Deportation 18.7.1942                                                   | Blutstraße 8        | 17. Juni 2006 | Gottfried Wolff wurde am 18. Oktober 1870 in Lübtheen geboren. Am 26. Oktober 1892 schrieb er sich an der Universität Rostock ein, um Jura zu studieren. Nach Abschluss seines Studiums ließ er sich in Parchim als Rechtsanwalt und Notar mit einer Kanzlei in der Waagestr. 2 nieder. Ende des Jahres 1935 verlor er sein Notariat und konnte nur noch bis zum allgemeinen Berufsverbot Ende 1938 als Anwalt arbeiten. In der Pogromnacht 1938 wurde seine Kanzlei zerstört und das Inventar verbrannt. 1938 musste er sein Wohnhaus zwangsverkaufen, nur das Wohnrecht wurde ihm bis 1940 eingeräumt. Deshalb zog er 1939 mit seiner Frau nach Hamburg. Dort beging er mit ihr 1942 gemeinschaftlichen Suizid, um der Deportation nach Theresienstadt zu entgehen. Sie wurden auf dem Jüdischen Friedhof in Hamburg-Ohlsdorf beigesetzt. Für Lydia und Gottfried Wolff wurden in Hamburg ebenfalls Stolpersteine verlegt. In Lübtheen wurde ein weiterer Stolperstein für Gottfried Wolff gesetzt. |
| Stolperstein Parchim Wolff Lydia        | Hier wohnte Lydia Wolff geb. Lychenheim Jg. 1878 Flucht in den Tod vor Deportation 18.7.1942                                       | Blutstraße 8        | 17. Juni 2006 | Lydia Wolff wurde am 5. Oktober 1878 als Lydia Lychenheim in Richtenberg geboren. Sie heiratete Gottfried Wolff und ging aufgrund von Repressalien gegen ihn mit ihm zusammen nach Hamburg. Am 18. Juli 1942 begingen sie gemeinschaftlich in Hamburg Suizid, um der Deportation nach Theresienstadt zu entgehen. Sie wurden auf dem Jüdischen Friedhof in Hamburg-Ohlsdorf beigesetzt. |
| Stolperstein Parchim Ascher Emil        | Hier wohnte Emil Ascher Jg. 1882 verhaftet 1938 KZ Fuhlsbüttel tot 1938                                                            | Lindenstraße 12     | 9. Aug. 2011  | Emil Ascher wurde am 10. Juni 1887 in Neustadt-Glewe geboren. Emil Ascher war 1915 Begründer des Kaufhauses „Hirsch Ascher“ in der Lindenstraße 33, das er bis 1935 betrieb. 1920 heiratete er Gertrud Rosenbaum, die Witwe seines Bruders Max, der im Ersten Weltkrieg gefallen war. Emil und Gertrud Ascher wurden im Juli 1935 gedemütigt, indem sie mit einem Nachttopf und einem Schild um den Hals auf der Rathaustreppe bloßgestellt wurden, weil ein Nachttopf mit Urin über einem SA-Mann auf der Straße ausgeleert worden sein soll. Dabei wurde Emil Ascher mit einem Gehstock geschlagen und verletzt. Danach musste er sein Geschäft in einer öffentlichen Versteigerung zwangsverkaufen. Im Juli 1936 zog die Familie nach Hamburg und versuchte, sich mit einer Dampfwäscherei eine neue Existenz aufzubauen, scheiterte jedoch. 1938 wurde er verhaftet und war im KZ Fuhlsbüttel und bis 17. Dezember 1938 im KZ Sachsenhausen interniert. Am 8. November 1941 wurde er in das Ghetto Minsk deportiert. Im Roman Das Impressum von 1972 schildert Hermann Kant die antisemitischen Geschehnisse um ein Kaufhaus Hirsch Ascher an einem fiktiven Ort, die aus seiner Kindheit in Parchim stammen. |
| Stolperstein Parchim Ascher Gertrud     | Hier wohnte Gertrud Ascher geb. Rosenbaum Jg. 1885 deportiert 1941 Minsk ???                                                       | Lindenstraße 12     | 9. Aug. 2011  | Gertrud Ascher wurde am 14. September 1885 als Gertrud Rosenbaum in Hannover geboren. Am 8. November 1941 wurde sie ab Hamburg in das Ghetto Minsk deportiert und später für tot erklärt. |
| Stolperstein Parchim Ascher Kurt        | Hier wohnte Kurt Ascher Jg. 1920 Auswanderungslager Gross Breese 1941 ???                                                          | Lindenstraße 12     | 9. Aug. 2011  | Kurt Ascher wurde am 5. August 1920 als Sohn von Gertrud und Emil Ascher in Parchim geboren und ging am Friedrich-Franz-Gymnasium zur Schule, das er 1935 verließ. Danach ging er zur Vorbereitung auf seine Auswanderung auf die Israelitische Gartenbauschule Ahlem. Im Juli 1936 zog er mit seiner Familie nach Hamburg und soll ab 1939 bzw. Januar 1941 Lehrer im Auswandererlager Groß Breesen gewesen sein. Er wurde in das Ghetto Theresienstadt deportiert. Für Familie Ascher wurden auch in Hamburg-Eimsbüttel Stolpersteine verlegt. |
| Stolperstein Parchim Ascher Rolf        | Hier wohnte Rolf Ascher Jg. 1921 deportiert 1941 Minsk ???                                                                         | Lindenstraße 12     | 9. Aug. 2011  | Rolf Ascher wurde am 17. Dezember 1921 als Sohn von Gertrud und Emil Ascher in Parchim geboren und lernte am Friedrich-Franz-Gymnasium, das er 1936 verließ. Er begann eine Ausbildung in einer Färberei in Hildesheim, zog dann aber im Juli 1936 mit seiner Familie nach Hamburg. Von dort wurde er am 8. November 1941 in das Ghetto Minsk deportiert und später für tot erklärt. Ein weiterer Stolperstein befindet sich in Hamburg-Eimsbüttel. |
| Stolperstein Parchim Gumpert Leo        | Hier wohnte Leo Gumpert Jg. 1877 Flucht 1939 Holland interniert Westerbork deportiert Bergen-Belsen tot 24.3.1945                  | Lindenstraße 38     | 9. Aug. 2011  | Leo Gumpert wurde am 16. Juni 1877 als Sohn von Gustav und Helene Gumpert in Parchim geboren. Familie Gumpert betrieb seit 1910 in Parchim eine Tuchfabrik. 1912 heiratete er Anita Burchard und hatte mit ihr zwei Kinder. 1924 heiratete er Gertrud Schreiber. Mit ihr zog er im August 1937 nach Hamburg. Im November 1938 wurde Leo Gumpert verhaftet und war bis zum 23. November 1938 im KZ Sachsenhausen inhaftiert. Er musste seine Fabrik aufgrund der „Arisierung“ im Dezember 1938 zwangsverkaufen und sein Vermögen wurde beschlagnahmt. Am 15. Juli 1939 emigrierte er mit seiner Frau nach Winterswijk in die Niederlande, um nach Australien auszuwandern. Vom 18. November 1942 bis zum 11. Januar 1944 war er im Sammellager Westerbork interniert und wurde von dort aus am 11. Januar 1944 in das KZ Bergen-Belsen deportiert. Dort starb er am 24. März 1945. Im Haus in der Lindenstraße 38 befindet sich heute das Museum der Stadt Parchim. |
| Stolperstein Parchim Gumpert Margarethe | Hier wohnte Margarethe Gumpert Jg. 1888 deportiert 1942 Theresienstadt tot 1942 in Auschwitz                                       | Lindenstraße 38     | 9. Aug. 2011  | Margarethe Gumpert wurde am 11. Januar 1888 als Margarethe Sabatzky in Rummelsburg geboren und lebte in Parchim. Sie war mir Rudolf Gumpert, dem Bruder von Leo Gumpert, verheiratet und hatte eine Tochter. Ihr Mann Rudolf verstarb am 29. Dezember 1940 in Parchim. Sie lebte bis zuletzt in ihrem Haus in der Buchholzallee 7, das zum „Judenhaus“ geworden war. Am 11. November 1942 wurde sie verhaftet und war im Gefängnis Neustrelitz inhaftiert. Von dort wurde sie am Tag darauf in die Sammelstelle Große Hamburger Straße nach Berlin transportiert und am 29. November 1942 in das KZ Auschwitz deportiert, wo sie starb. Ihre Tochter Lieselotte überlebte den Holocaust durch ihre Auswanderung in die Schweiz, in der sie von 1936 bis 1938 schon eine Ausbildung erhalten hatte. |
| Stolperstein Parchim Gumpert Ernst-Otto | Hier wohnte Ernst-Otto Gumpert Jg. 1920 Flucht 1936 Holland deportiert Bergen-Belsen tot 2.4.1945                                  | Lindenstraße 38     | 9. Aug. 2011  | Ernst-Otto Gumpert wurde am 20. Januar 1920 als Sohn von Leo und Anita Gumpert in Parchim geboren. Nach der Schule machte er ab 1936 eine Ausbildung zum Schlosser in den Niederlanden und lebte zuletzt in Coburg. Am 16. Januar 1937 emigrierte er in die Niederlande. Am 18. November 1942 wurde er verhaftet und blieb bis zum 20. Februar 1943 im Sammellager Westerbork inhaftiert. Von dort wurde er bis 19. Oktober 1943 in das KZ Vught-Hertogenbosch verlegt und bis 11. Januar 1944 wieder nach Westerbork. Am 11. Januar 1944 erfolgte seine Deportation in das KZ Bergen-Belsen, wo er am 2. April 1945 ermordet und für tot erklärt wurde. Seine Schwester Frieda Gumpert wurde am 6. April 1913 ebenfalls in Parchim geboren und war ab 1939 in der Heil- und Pflegeanstalt Bendorf-Sayn untergebracht und „Euthanasie“-Opfer. Am 15. Juni 1942 wurde sie von dort in das Vernichtungslager Sobibor deportiert. |
| Stolperstein Parchim Rosenberg Meta     | Hier wohnte Meta Rosenberg Jg. 1882 deportiert 1942 tot 1945 in Theresienstadt                                                     | Fichtestraße 43     | 9. Aug. 2011  | Meta Rosenberg wurde am 21. März 1882 als Meta Bernhard in Tessin geboren. Am 10. Juli 1942 wurde sie über das Durchgangslager Ludwigslust in das Vernichtungslager Auschwitz deportiert und später für tot erklärt. Der Stolperstein wurde auf Bitte der Tochter Lieselott Rosenberg Esser (1920–2013) verlegt, die 1939 nach Aruba auswanderte und dann seit 1950 in den USA lebte. |
| Stolperstein Parchim Josephi Gustav     | Hier wohnte Gustav Josephi Jg. 1857 deportiert 1943 Theresienstadt ermordet 24.3.1943                                              | Putlitzer Straße 43 | 6. Feb. 2016  | Gustav Josephi wurde am 21. September 1857 in Parchim geboren. Dort führte er mit seinem Schwager ein Geschäft für Landwirtschaftshandel, das er 1882 von seinem Vater übernommen hatte. Er war Stadtverordneter, Vorstandsmitglied der Sparkasse und Vorsitzender des Parchimer Handelsvereins. 1935 wurde er durch die Nürnberger Gesetze zum Volljuden erklärt und verließ die Stadt, um nach Wiesbaden zu ziehen. Im November 1938 war er inhaftiert und wurde am 17. März 1943 in das Ghetto Theresienstadt deportiert. Dort starb er am 24. März 1943. |
| Stolperstein Parchim Feilchenfeld Isaac | Hier wohnte Isaac Feilchenfeld Jg. 1872 ’Schutzhaft’ 1938 Zuchthaus Alt-Strelitz deportiert 1942 Theresienstadt ermordet 22.8.1943 | Lindenstraße 52     | 25. Feb. 2017 | Isaac Feilchenfeld wurde am 27. März 1872 in Greifenberg geboren. Er arbeitete im Tuchwarengeschäft der Familie Weil und war später dessen Mitinhaber. Vom 11. November bis 17. November 1938 wurde er im Zuchthaus Alt-Strelitz inhaftiert und wohnte danach im Judenhaus in der Buchholzallee 7. Abermals inhaftiert wurde er vom 11. November bis 12. November 1942 im Gefängnis Neustrelitz. Von dort wurde er in die Sammelstelle Große Hamburger Straße nach Berlin verlegt und am 15. Dezember 1942 vom Sammellager Gerlachstraße in Berlin in das Ghetto Theresienstadt deportiert. Dort verstarb er am 22. August 1943. |
| Stolperstein Parchim Feilchenfeld Emmy  | Hier wohnte Emmy Feilchenfeld geb. Weil Jg. 1875 gedemütigt/entrechtet Flucht in den Tod 25.7.1941                                 | Lindenstraße 52     | 25. Feb. 2017 | Emmy Feilchenfeld wurde am 11. Mai 1875 als Emmy Weil in Parchim geboren. Sie heiratete Isaac Feilchenfeld, der im Geschäft ihres Vaters arbeitete und hatte mit ihm einen Sohn. Am 25. Juli 1941 beging sie nach der Flucht ihres Sohnes Fritz in Parchim Suizid und wurde anschließend in Rostock beerdigt. |
| Stolperstein Parchim Feilchenfeld Fritz | Hier wohnte Fritz Feilchenfeld Fred Field Jg. 1908 Flucht England                                                                  | Lindenstraße 52     | 25. Feb. 2017 | Fritz Feilchenfeld wurde am 1. Mai 1908 als Sohn von Emmy und Isaac Feilchenfeld in Parchim geboren. Er besuchte das Friedrich-Franz-Gymnasium und machte eine Ausbildung zum Kaufmann. Ihm gelang die Flucht nach England. |

## Verlegungstermine
- Am 17. Juni 2006 wurden zwei Stolpersteine in der Blutstraße 8 verlegt.
- Am 9. August 2011 wurden acht Stolpersteine an drei Adressen verlegt.[28]
- Am 6. Februar 2016 wurde ein Stolperstein in der Putlitzer Straße 43 verlegt.[23]
- Am 25. Februar 2017 wurden drei Stolpersteine in der Lindenstraße 52 verlegt.[25]

Die beiden ersten Verlegungen wurden durch Sebastian Langer und Lukas Eichner, Mitglieder der SPD-Jusos, initiiert, seit 2016 übernahm dies der Heimatbund Parchim e. V.